# Pablo Andújar
Pablo Andújar Alba (* 23. ledna 1986 Cuenca) je španělský profesionální tenista specializující se na antukových povrch. Ve své dosavadní kariéře na okruhu ATP Tour vyhrál čtyři singlové turnaje. Na challengerech ATP a okruhu ITF získal třináct titulů ve dvouhře a šest ve čtyřhře.
Na žebříčku ATP byl ve dvouhře nejvýše klasifikován v červenci 2015 na 32. místě a ve čtyřhře pak v prosinci 2012 na 74. místě. Trénuje ho bývalý tenista Albert Portas. Dříve tuto roli plnil Jose Luis Aparisi.
Ve španělském daviscupovém týmu debutoval v roce 2014 světovou baráží proti Brazílii, v níž po pěti setech podlehl Thomazi Belluccimu. Španělé prohráli 1:3 na zápasy. Do listopadu 2021 v soutěži nastoupil k dvěma mezistátním utkáním s bilancí 1–2 ve dvouhře a 0–0 ve čtyřhře.
Do manželství vstoupil 5. listopadu 2016 s Cristinou Moretovou. Syn Pablo Andújar mladší se narodil v červenci 2017.

## Tenisová kariéra
Tenis začal hrát v šesti letech. Trénuje ve valencijském tenisovém klubu El Collao. S krajanem Marcelem Granollersem vyhrál juniorskou čtyřhru na French Open 2004.
Na Australian Open 2010 hladce prohrál v úvodním kole s Francouzem Gillesem Simonem. Na druhém grandslamu sezóny French Open 2010 přešel přes Roberta Kendricka, aby jej poté vyřadil francouzský hráč Paul-Henri Mathieu.
Do premiérového finále na okruhu ATP Tour postoupil během zářijového BCR Open Romania 2010, konaného v Bukurešti. Podlehl v něm Argentinci Juanu Ignaciu Chelovi po dvousetovém průběhu. První titul vybojoval ve dvouhře marockého Grand Prix Hassan II 2011, když ve finále zdolal Itala Potita Staraceho. Následující ročník 2012 obhájil trofej po výhře nad Španělem Albertem Ramosem-Viñolasem.
Druhou trofej přidal na červencovém Crédit Agricole Suisse Open Gstaad 2014, hraném na gstaadské antuce. Do finále prošel po výhrách nad krajany, druhým nasazeným Marcelem Granollersem a turnajovou čtyřkou Fernandem Verdascem. V závěrečném duelu přehrál Argentince Juana Mónaca ve dvou sadách. Debutový finálový zápas v kategorii ATP 500 odehrál na antukovém Barcelona Open Banco Sabadell 2015, kde dokázal vyřadit Fabia Fogniniho i třetího nasazeného Davida Ferrera. V boji o titul nestačil na obhájce trofeje a japonskou turnajovou jedničku Kei Nišikoriho.
V letech 2016 a 2017 jeho kariéru přerušilo zranění pravého lokte, kvůli němuž prodělal tři operace a skrečoval již utkání během US Open 2015. Při návratu v sezóně 2018 získal během dubna šestou challengerovou trofej z dvouhry v Alicante. Následující týden odjel na jedinou africkou událost kalendáře ATP Tour, marrákešský Grand Prix Hassan II 2018, do něhož mohl zasáhnout pod žebříčkovou ochranou. Po semifinálovém vítězství nad Portugalcem Joãem Sousou zvládl i finále. Čtvrtý antukový titul si připsal po výhře nad 23letou britskou turnajovou dvojkou Kylem Edmundem ve dvou setech. Jako 355. hráč žebříčku ATP se stal nejníže postaveným šampionem turnaje ATP Tour od sezóny 1998 a Hewittova triumfu v Adelaide. Australanu tehdy patřilo 550. místo. Bodový zisk Španěla po vítězství katapultoval o více než dvě stě příček výše na 154. pozici.

## Finále na okruhu ATP Tour
| Legenda                     |
| D – dvouhra; Č – čtyřhra    |
| Grand Slam (0–0)            |
| Turnaj mistrů (0–0)         |
| ATP Tour Masters 1000 (0–0) |
| ATP Tour 500 (0–1 D; 0–1 Č) |
| ATP Tour 250 (4–4 D; 0–5 Č) |

### Dvouhra: 9 (4–5)
| Stav      | č. | datum             | turnaj                 | povrch | soupeř ve finále     | výsledek      |
| --------- | -- | ----------------- | ---------------------- | ------ | -------------------- | ------------- |
| Finalista | 1. | 26. září 2010     | Bukurešť, Rumunsko     | antuka | Juan Ignacio Chela   | 7–5, 6–1      |
| Vítěz     | 1. | 10. dubna 2011    | Casablanca, Maroko     | antuka | Potito Starace       | 6–1, 6–2      |
| Finalista | 2. | 26. září 2011     | Stuttgart, Německo     | antuka | Juan Carlos Ferrero  | 4–6, 0–6      |
| Finalista | 3. | 25. září 2011     | Bukurešť, Rumunsko     | antuka | Florian Mayer        | 3–6, 1–6      |
| Vítěz     | 2. | 15. dubna 2012    | Casablanca, Maroko (2) | antuka | Albert Ramos-Viñolas | 6–1, 7–6(7–5) |
| Vítěz     | 3. | 27. července 2014 | Gstaad, Švýcarsko      | antuka | Juan Mónaco          | 6–3, 7–5      |
| Finalista | 4. | 26. dubna 2015    | Barcelona, Španělsko   | antuka | Kei Nišikori         | 4–6, 4–6      |
| Vítěz     | 4. | 15. dubna 2018    | Marrákeš, Maroko (3)   | antuka | Kyle Edmund          | 6–2, 6–2      |
| Finalista | 5. | 16. dubna 2019    | Marrákeš, Maroko       | antuka | Benoît Paire         | 2–6, 3–6      |

### Čtyřhra: 6 (0–6)
| Stav      | č. | datum           | turnaj                       | povrch | spoluhráč              | soupeři ve finále              | výsledek          |
| --------- | -- | --------------- | ---------------------------- | ------ | ---------------------- | ------------------------------ | ----------------- |
| Finalista | 1. | 7. února 2011   | Costa do Sauípe, Brazílie    | antuka | Daniel Gimeno-Traver   | Marcelo Melo Bruno Soares      | 7-6(4–7), 6-4     |
| Finalista | 2. | 15. února 2012  | Viña del Mar, Chile          | antuka | Carlos Berlocq         | Fred Gil Daniel Gimeno-Traver  | 6–1, 5–7, [10–12] |
| Finalista | 3. | 25. srpna 2012  | Winston-Salem, Spojené státy | tvrdý  | Leonardo Mayer         | Santiago González Scott Lipsky | 3–6, 6–4, [2–10]  |
| Finalista | 4. | 28. června 2013 | Gstaad, Švýcarsko            | antuka | Guillermo García-López | Jamie Murray John Peers        | 3–6, 4–6          |
| Finalista | 5. | 22. února 2015  | Rio de Janeiro, Brazílie     | antuka | Oliver Marach          | Martin Kližan Philipp Oswald   | 6–7(3–7), 4–6     |
| Finalista | 6. | 1. března 2015  | Buenos Aires, Argentina      | antuka | Oliver Marach          | Jarkko Nieminen André Sá       | 6–4, 4–6, [7–10]  |

## Tituly na challengerech a okruhu Futures
| Legenda                |
| ---------------------- |
| Challengery (9 D; 4 Č) |
| Futures (2 D; 2 Č)     |

### Dvouhra (13 titulů)
| č.  | datum             | turnaj                            | povrch | soupeř ve finále       | výsledek'          |
| --- | ----------------- | --------------------------------- | ------ | ---------------------- | ------------------ |
| 1.  | 11. července 2005 | Elche, Španělsko                  | antuka | Gabriel Trujillo Soler | 6–3, 3–6, 6–3      |
| 2.  | 31. říjen 2005    | Vilafranca del Penedès, Španělsko | antuka | Nick van der Meer      | 2–6, 6–3, 7–5      |
| 3.  | 23. července 2006 | Rimini, Itálie                    | antuka | Werner Eschauer        | 3–6, 6–1, 7–5      |
| 4.  | 12. srpna 2006    | Vigo, Španělsko                   | antuka | Fernando Vicente       | 7–5, 7–6(8–6)      |
| 5.  | 17. srpna 2008    | Vigo, Španělsko                   | antuka | Marco Crugnola         | 6–1, 3–6, 6–3      |
| 6.  | 24. srpna 2008    | San Sebastián, Španělsko          | antuka | Rubén Ramírez Hidalgo  | 6–4, 6–1           |
| 7.  | 26. července 2010 | Orbetello, Itálie                 | antuka | Édouard Roger-Vasselin | 6–4, 6–3           |
| 8.  | 7. dubna 2018     | Alicante, Španělsko               | antuka | Alex de Minaur         | 7–6(7–5), 6-1      |
| 9.  | října 2018        | Florencie, Itálie                 | antuka | Marco Trungelliti      | 7–5, 6–3           |
| 10. | listopadu 2018    | Buenos Aires, Argentina           | antuka | Pedro Cachín           | 6–3, 6–1           |
| 11. | března 2019       | Marbella, Španělsko               | antuka | Benoît Paire           | 4–6, 7–6(8–6), 6–4 |
| 12. | dubna 2019        | Alicante, Španělsko               | antuka | Pedro Martínez         | 6–3, 3–6, 6–4      |
| 13. | června 2019       | Prostějov, Česko                  | antuka | Attila Balázs          | 6–2, 7–5           |